# Гергард Лош
Гергард Лош (нім. Gerhard Loosch; 8 червня 1894, Іновроцлав — 15 лютого 1965, Вісбаден) — німецький військовий чиновник, доктор права, генерал-інтендант вермахту (1 грудня 1943).

## Біографія
Під час навчання в Лейпцизькому університеті став членом студентського корпусу «Германія». Учасник Першої світової війни. З 1924 року служив в інтендантурі рейхсвері, потім — вермахту. Під час Другої світової війни був головним інтендантом групи армій. В 1945 році взятий у полон. В 1947 році звільнений. До 1950 року працював незалежним юристом, після чого був цивільним спіробітником управління Бланка. З1 травня 1956 по 30 листопада 1959 року — президент адміністрації 4-го оборонного району Вісбадена.

## Нагороди
- Залізний хрест 2-го і 1-го класу
- Почесний хрест ветерана війни з мечами (1934)
- Медаль «За вислугу років у Вермахті» 4-го, 3-го і 2-го класу (18 років)
- Хрест Воєнних заслуг 2-го і 1-го класу з мечами